# Charles III de Bourbon (archevêque de Rouen)
Pour les articles homonymes, voir Charles de Bourbon, archevêque de Rouen.
Charles III de Bourbon (1554, † 15 juin 1610 à Marmoutier) est un ecclésiastique de la fin du XVIe siècle, et qui fut notamment archevêque de Rouen. Il est le fils naturel d'Antoine de Bourbon, roi de Navarre, et donc demi-frère d'Henri IV.

## Biographie
Charles de Bourbon est l'un des trois ecclésiastiques homonymes qui sont successivement archevêque de Rouen à la fin du XVIe siècle. Successeur de Charles II de Bourbon, il est le neveu de Charles Ier de Bourbon et le fils naturel d'Antoine de Bourbon et de Louise de La Béraudière du Rouhet tante de François de La Béraudière, futur évêque de Périgueux. 
Sa « carrière ecclésiastique » totalement inactive est particulièrement difficile à appréhender. Il devient vers l'âge de 15 ans évêque de Comminges en 1569, puis officiellement évêque de Lectoure en 1590 dans les deux cas plus comme « administrateur » commendataire que comme véritable titulaire et il ne cherche pas à intervenir dans la vie politique ni religieuse contrairement à ses homonymes.
Son demi frère Henri IV tente de l'établir comme archevêque de Reims en 1591 mais il ne peut déloger la famille de Guise de ce bénéfice ecclésiastique.
Il n'accède finalement le 5 novembre 1597 à l'archevêché de Rouen que parce que le poète Philippe Desportes refuse le siège archiépiscopal. Il conserve cette position jusqu'à sa résignation en 1604 en faveur du Cardinal de Joyeuse sans s'intéresser particulièrement à son archidiocèse. Il devient abbé de Marmoutier jusqu'à sa mort en 1610. Il est toujours resté fidèle à son demi-frère Henri IV

## Honneurs
- France : Chancelier de l'Ordre du Saint-Esprit (1599-1606)